# 富尔努莱斯
富尔努莱斯（法語：Fournoulès，法語發音：[fuʁnulɛs]）是法国康塔尔省的一个旧市镇，属于欧里亚克区。2016年，富尔努莱斯与市镇圣康斯坦合并为新市镇圣康斯坦-富尔努莱斯。

## 地理
富尔努莱斯（44°40'34"N, 2°16'36"E）面积7.18 平方千米，位于法国奥弗涅-罗讷-阿尔卑斯大区康塔爾省，该省份为法国中南部省份，位于法國中央高原中心，北起科雷兹省、上盧瓦爾省和多姆山省，西接洛特省和科雷兹省，南至阿韦龙省和洛特省，东临上盧瓦爾省和洛泽尔省。
与富尔努莱斯接壤的市镇（或旧市镇、城区）包括：圣桑坦、穆尔茹、圣康斯坦。

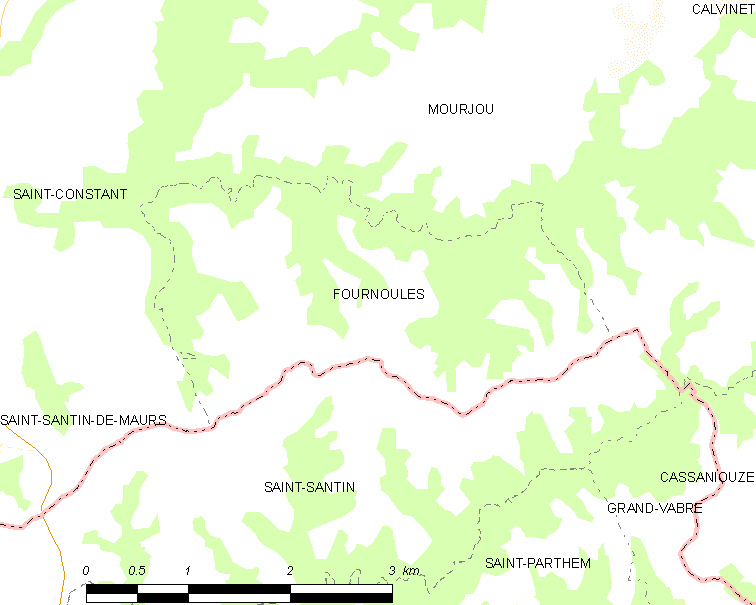
富尔努莱斯的OSM定位图

富尔努莱斯的时区为UTC+01:00、UTC+02:00（夏令时）。

## 行政
富尔努莱斯的邮政编码为15600，INSEE市镇编码为15071。

## 政治
富尔努莱斯所属的省级选区为莫尔斯县。

## 人口

1962-2008年间富尔努莱斯人口变化图示

富尔努莱斯于2018年1月1日时的人口数量为62人。